# Список єресей в Католицькій Церкві

Гуситська проповідь, Карл Фрідріх Лессінг, 1836.

Католицька Церква розрізняє єресь на матеріальну і формальну. Матеріальна єресь — це «дотримання помилкових суджень без власної вини» через незнання і таким чином не є «ані злочином, ані гріхом», оскільки людина припустилася помилки з добрими намірами. Формальна єресь — це «свідоме і наполегливе дотримання помилки у питаннях віри» охрещеною людиною. Вона вважається тяжким гріхом і призводить до автоматичного відлучення від Церкви; католик, який приймає формальну єресь, вважається таким, що відокремив свою душу від Католицької Церкви. У цьому контексті під «питаннями віри» ходяться догмати, запропоновані непомильним магістратом Церкви, і крім інтелектуальної помилки, має бути «завзятість у волі», щоб підтримувати її всупереч вченню Церкви.
Єресь викликала занепокоєння в християнських громадах принаймні з часу написання Другого Послання Петра, в якому говориться: «Але й між людьми були фальшиві пророки, як і між вами будуть фальшиві вчителі, що потайки принесуть прокляті єресі, відрікаючись Господа, що їх придбав» (2 Петра 2:1). У ранній Церкві перших двох-трьох століть єресь і розкол не були чітко розмежовані. Подібне змішування відбувалося і в середньовічній схоластиці. Сьогодні під єрессю розуміють заперечення об'явленої істини, як її тлумачить Церква. Богослов XIX століття Фрідріх Шлейєрмахер визначив її як «те, що зберігає видимість християнства, але суперечить його суті» У цій статті зібрані течії та деномінації, які Католицька Церква оголосила єретичними.
Наступний перелік включає погляди, які або були явно засуджені Халкідонським християнством до 1054 року, або мають більш пізнє походження, але є схожими. Детальна інформація про деякі сучасні погляди, які Католицька Церква вважає єретичними, наведена в додатку. Всі списки подано в алфавітному порядку.

## Раннє християнство
Традиційно ортодоксія і єресь розглядалися у зв'язку з «ортодоксією» як автентична лінія традиції. Інші форми християнства розглядалися як девіантні течії думки, а тому «гетеродоксальні» або єретичні. Ця точка зору залишалася панівною до публікації праці Вальтера Бауера «Ортодоксія та єресь у давньому християнстві» (нім. Rechtgläubigkeit und Ketzerei im ältesten Christentum) у 1934 році. Бауер прагнув переоцінити раннє християнство з історичної перспективи, незалежно від церковних поглядів. Він стверджував, що спочатку єдність ґрунтувалася на спільних стосунках з одним і тим же Господом, а не на формально визначених доктринах, і що існувала толерантність до найрізноманітніших поглядів. З часом деякі з цих поглядів стали вважатися неадекватними. Бауер пов'язував визначення «ортодоксії» зі зростанням влади і впливу Римської Церкви. У 1959 році Генрі Чедвік стверджував, що всі християнські спільноти були пов'язані через основоположні події, які відбулися в Єрусалимі й продовжують мати визначальне значення в розвитку доктринальної ортодоксії. МакГрат зазначає, що історично версія Чедвіка виглядає набагато правдоподібнішою. Термін «христологія» має два значення в богослов'ї: він може використовуватися у вузькому сенсі питання про те, як пов'язане божественне і людське в особі Ісуса Христа, або ж для загального вивчення його життя і діяльності. Тут він використовується в обмеженому, вузькому сенсі.
Для зручності єресі, які виникли в цей період, ми розділили на три групи: Тринітарні/христологічні; гностичні; інші єресі.

### Тринітарні/христологічні єресі
Термін «христологія» має два значення в богослов'ї: він може використовуватися у вузькому сенсі питання про те, як пов'язане божественне і людське в особі Ісуса Христа, або ж для загального вивчення його життя і діяльності. Тут він використовується в обмеженому, вузькому сенсі.
Ортодоксальне вчення про Трійцю, остаточно розроблене і формально узгоджене в Константинополі в 381 році, полягає в тому, що Бог Отець, Бог Син і Святий Дух були єдиною істотою в трьох іпостасях. Тоді виникло христологічне питання про те, як Ісус Христос міг бути одночасно і божественним, і людським. Це питання було формально вирішене після довгих дебатів на Вселенських Соборах 431, 451 і 680 років (Ефеський, Халкідонський і Константинопольський III).
| Єресь                                         | Опис | Походження | Офіційне засудження | Інше |
| --------------------------------------------- | --- | --- | --- | --- |
| Адопціонізм                                   | Віра в те, що Ісус народився як звичайна (не божественна) людина, був надзвичайно доброчесним, і що він був прийнятий пізніше як «Син Божий» через зішестя на нього Духа Святого. | Висунутий візантійським торговцем шкірою Феодотом у Римі бл. 190 р., пізніше відроджений Павлом Самосатським.                                                                            | Феодот був відлучений від церкви папою Віктором, а Павло був засуджений Антіохійським синодом у 268 році. | Альтернативні назви: Псілантропізм та Динамічний монархізм. Пізніше критикувався як такий, що передбачає несторіанство (див. нижче) |
| Аполінаризм                                   | Віра в те, що Ісус мав людське тіло і нижчу душу (місце перебування емоцій), але божественний розум. Аполінаріс також вчив, що душі людей поширюються іншими душами, так само як і їхні тіла. | Запропоновано Аполінарієм Лаодикійським (помер 390 р.) | Оголошена єрессю у 381 році Першим Константинопольським собором | |
| Арабіки                                       | Віра в те, що душа гине разом з тілом, і що обидва воскреснуть у Судний день. | Засновник невідомий, але пов'язаний з християнами 3-го століття з Аравії. | | Примирився з основною частиною Церкви після собору 250 року під проводом Орігена. |
| Аріанство                                     | Заперечення справжньої божественності Ісуса Христа приймало різні конкретні форми, але всі погоджувалися з тим, що Ісус Христос був створений Отцем, що він мав початок у часі, і що титул «Син Божий» був ввічливим. | Вчення пов'язують з Арієм (бл. 250—336 рр. н. е.), який жив і викладав в Александрії, Єгипет.                                                                                            | Вперше Арія оголосили єретиком на Першому Нікейському соборі, пізніше його виправдали під тиском імператора, але остаточно оголосили єретиком вже після його смерті. Єресь була остаточно заборонена у 381 році на Першому Константинопольському Соборі. | Всі форми заперечували, що Ісус Христос є «єдиносущний з Отцем», але пропонували як правильну альтернативу «подібний за сутністю», «схожий» або «відмінний». |
| Колірідіани                                   | Віра в те, що Трійця складається з Отця, Сина і Марії, і що Син є результатом подружнього союзу між двома іншими. | Описано Епіфанієм у його «Панаріон». | | Існування секти є предметом певних суперечок через відсутність історичних доказів, окрім праць Епіфанія. |
| Докетизм                                      | Віра в те, що фізичне тіло Ісуса було ілюзією, як і його розп'яття; тобто, Ісус тільки здавалося, що він мав фізичне тіло і фізично помер, але насправді він був безтілесним, чистим духом, і тому не міг фізично померти. | Тенденції існували ще в 1 столітті, але найбільш помітно вони були сприйняті гностиками в наступних століттях.                                                                           | Докетизм був відкинутий вселенськими соборами і основним християнством, і в основному вимер протягом першого тисячоліття нашої ери. | Гностичні рухи, які пережили цей час, такі як католицизм, включили докетизм у свої вірування, але ці рухи були знищені Альбігойським хрестовим походом (1209—1229 рр.). |
| Люциферизм                                    | Різко антиаріанська секта на Сардинії | Заснована Люцифером Каларітаном, єпископом Кальярі | Вважається єретичним Єронімом у його Altercatio Luciferiani et orthodoxi | |
| Македоняни або пневматомахи («духовні борці») | Прийнявши божественність Ісуса Христа, підтверджену в Нікеї в 325 році, вони заперечували божественність Святого Духа, якого вважали творінням Сина і слугою Отця і Сина. | Заснована в 4 ст. єпископом Македонієм I Константинопольським, Євстафій Севастійський був їхнім головним богословом.                                                                     | Виступав проти Каппадокійських Отців і був засуджений на Першому Константинопольському Соборі. | Саме це спонукало додати до Нікейського Символу віри на другому Вселенському соборі слова «І в Духа Святого, Господа, що дає життя, Який походить від Отця, Якому з Отцем і Сином однаково поклоняються і Котрому однаково поклоняються і Котрого однаково славлять, Який говорив через пророків». |
| Магарити                                      | Вважав Мелхиседека втіленням Логосу (божественного Слова) і ототожнював його зі Святим Духом. | | Спростовує Маркус Ереміта у своїй книзі Eis ton Melchisedek («Проти мельхіседеків») | Невідомо, чи проіснувала секта після 9-го століття. Ймовірно, вони були розсіяні по Анатолії та Балканах після знищення Тефріке. |
| Монархіанізм                                  | Надмірний акцент на неподільності Бога (Отця) за рахунок інших «осіб» Трійці призводить або до сабелліанства (модалізму), або до адопціонізму. | | | Підкреслення «монархічності» Бога було у східному богослов'ї законним способом ствердження його єдності, а також Отця як єдиного джерела божественності. Це стало єретичним, коли його довели до зазначених крайнощів. |
| Монофізитство або євтихіанство (1209—1229).   | Віра в те, що божественність Христа домінує і переважає його людяність, на противагу халкедонській позиції, яка вважає, що Христос має дві природи, божественну і людську, або міафізитській позиції, яка вважає, що людська природа і божественна природа Христа були об'єднані в одну божественно-людську природу з моменту Воплочення. | Після того, як несторіанство було відкинуто на Першому Ефеському соборі, з'явився Євтимій з діаметрально протилежними поглядами.                                                         | Євтихія відлучили від Церкви у 448 році. Монофізитство та Євтихія були відкинуті на Халкідонському Соборі 451 року. Монофізитство також відкидається Східними Православними Церквами | |
| Монофеліти                                    | Віра в те, що Ісус Христос мав дві природи, але тільки одну волю. Це суперечить ортодоксальному тлумаченню христології, яке вчить, що Ісус Христос мав дві волі (людську і божественну), що відповідають його двом природам | Виникла у Вірменії та Сирії в 633 році нашої ери | Монофелітство було офіційно засуджене на Третьому Константинопольському Соборі (Шостий Вселенський Собор, 680—681). До церков, засуджених на Константинопольському соборі, належать Східні Православні Сирійська, Вірменська та Коптська церкви, а також Маронітська церква, хоча остання зараз заперечує, що коли-небудь дотримувалася монофелітської позиції, і зараз перебуває в повному сопричасті з єпископом Риму. Християни Англії відкинули монофелітську позицію на Хатфілдському соборі 680 року. | |
| Несторіанство                                 | Віра в те, що Ісус Христос був природним союзом між Плоттю і Словом, а отже, не тотожним Божественному Сину Божому. | Висунута Несторієм (386—450), патріархом Константинопольським у 428—431 роках. Вчення Несторія ґрунтувалося на навчанні під керівництвом Теодора Мопсуестійського в Антіохійській школі. | Засуджені на Першому Ефеському соборі 431 року та Халкідонському соборі 451 року, що призвело до несторіанського розколу. | Несторій відкинув титул «Богородиця» для Діви Марії і запропонував назву "Христородиця" як більш відповідну. Багато прихильників Несторія переїхали до сасанідської Персії, де приєдналися до місцевої християнської спільноти, відомої як Церква Сходу. Протягом наступних десятиліть Церква Сходу ставала все більш несторіанською у своїй доктрині, що призвело до того, що її почали називати почергово Несторіанською Церквою. |
| Патрипасианство                               | Віра в те, що Отець і Син не є двома різними особами, і тому Бог Отець страждав на хресті як Ісус. | | | подібно до сабеліанства (див. нижче) |
| Псилантропізм                                 | Віра в те, що Ісус — «просто людина»: або що він ніколи не ставав божественним, або що він ніколи не існував до свого втілення як людина. | | Відкинута Вселенськими соборами, особливо Першим Нікейським собором, який був скликаний для того, щоб безпосередньо розглянути природу божественності Христа. | Див. Адопціонізм |
| Сабелліанство                                 | Віра в те, що Отець, Син і Святий Дух є трьома характеристиками одного Бога, а не трьома окремими «особами» в одному Бозі. | Вперше офіційно сформульовано Ноетом Смирнським бл. 190 р., уточнено Сабелієм бл. 210 р., який застосовував ці імена лише до різних ролей Бога в історії та економіці спасіння.          | Ноет був засуджений пресвітерами Смірни. Тертуліан написав твір Adversus Praxeam проти цієї тенденції, а Сабелліус був засуджений папою Каллістом. | Альтернативні назви: Патрипассианство, модалізм, модальний монархізм, модальний монархізм. |
| Тритеїзм                                      | Віра в те, що Отець, Син і Святий Дух є трьома незалежними і відмінними божественними істотами, а не трьома особами однієї істоти і однієї сутності | | | |

### Гностицизм
Гностицизм — це різноманітний, синкретичний релігійний рух, що складається з різних систем вірувань, загалом об'єднаних вченням про те, що люди є божественними душами, які потрапили в пастку матеріального світу, створеного недосконалим богом, деміургом, якого часто ототожнюють з авраамічним Богом. Гностицизм — це заперечення (іноді з аскетичної точки зору) і паплюження людського тіла та матеріального світу або космосу. Гностицизм вчить про дуальність матеріального (матерія) проти духовного або тіла (зло) проти душі (добро). Гностицизм вчить, що природний або матеріальний світ буде і повинен бути знищений (повне знищення) істинним духовним Богом, щоб звільнити людство від панування фальшивого Бога або Деміурга.
Поширена помилкова думка пов'язана з тим, що в минулому слово «гностик» мало значення, подібне до сучасного значення слова «містик». Були деякі ортодоксальні християни, які як містики (в сучасному розумінні) навчали гнозису (пізнання Бога або Блага), яких можна назвати гностиками в позитивному сенсі (наприклад, Діадох з Фотікії).
Якщо раніше гностицизм вважався здебільшого спотворенням християнства, то тепер здається очевидним, що сліди гностичних систем можна розрізнити за кілька століть до християнської ери. Гностицизм, можливо, був раніше 1-го століття, тобто до Ісуса Христа. Він поширився в Середземномор'ї та на Близькому Сході до і протягом 2 і 3 століть, ставши дуалістичною єрессю в середині юдаїзму (див. Назаряни), християнства та еллінської філософії на територіях, контрольованих Римською імперією та готами-аріанами (див. Гунери), а також Перською імперією. Навернення в іслам і Альбігойський хрестовий похід (1209—1229) значно зменшили кількість гностиків, що залишилися в Середньовіччі, хоча кілька ізольованих громад продовжують існувати донині. Гностичні ідеї стали впливовими у філософії різних езотеричних містичних рухів кінця 19-го і 20-го століть в Європі й Північній Америці, в тому числі тих, які явно ідентифікують себе як відродження або навіть продовження більш ранніх гностичних груп.
| Єресь           | Опис | Походження | Офіційне засудження                                       | Інше |
| --------------- | --- | --- | --------------------------------------------------------- | --- |
| Маніхейство     | Основна дуалістична секта, яка стверджує, що добро і зло однаково сильні, і що матеріальні речі є злом.                          | Заснований у 210—276 роках нашої ери Мані | Засуджений указом імператора Феодосія I у 382 році        | Процвітала між 3 і 7 століттями і, схоже, вимерла до 16 століття на півдні Китаю.                                                                                |
| Павликіани      | Гностична та дуалістична секта                                                                                                   | Засновником секти був вірменин на ім'я Костянтин, який походив з Мананаліса, громади поблизу Самосати.                                                                  | Репресований за наказом імператриці Феодори ІІ у 843 році | |
| Прісцілліанство | Гностична та маніхейська секта                                                                                                   | Заснована в 4 ст. Прісцілліаном, походить від гностично-маніхейських вчень, яких навчав Марк. Прісцілліан був страчений імператором Граціаном за звинуваченням у магії. | Засуджений Сарагоським синодом у 380 році.                | Зростала протягом 5-го століття, незважаючи на спроби зупинити її. У 6-му столітті прісцілліанство занепало і вимерло незабаром після Синоду в Бразі в 563 році. |
| Наассенс        | Гностична секта близько 100 р. н. е.                                                                                             | Наассенці стверджували, що їхні доктрини були викладені Маріамною, ученицею Якова Праведний.                                                                            | Засуджений як єресь Іпполітом Римським                    | |
| Сетіанство      | Віра в те, що змій в Едемському саду (сатана) був представником істинного Бога і приніс людині знання істини через гріхопадіння. | Сирійська секта, що веде своє походження від офітів | Визнано єрессю Іринеєм, Іполитом та Філастером            | Секта заснована навколо твору Апокаліпсису Адама. |
| Офіти           | Віра в те, що змій, який спокусив Адама і Єву, був героєм, а Бог, який заборонив Адаму і Єві їсти з дерева пізнання, є ворогом.  | | Засуджений як єресь Іпполітом Римським                    | |
| Валентиніанство | Гностична та дуалістична секта                                                                                                   | Гностична секта була заснована колишнім католицьким єпископом Валентином                                                                                                | Вважали єрессю Іриней та Єпіфаній Саламинський            | |

### Інші єресі ранньої церкви
| Єресь                                                                    | Опис | Походження | Офіційне засудження | Інше |
| ------------------------------------------------------------------------ | --- | --- | --- | --- |
| Антиномізм                                                               | Будь-який погляд, який стверджує, що християни звільнені благодаттю від зобов'язань будь-якого морального закону. Святий Павло був змушений спростовувати подібні звинувачення, висунуті опонентами через його ставлення до Закону Мойсея (Рим. 3:8). | Деякі гностики (наприклад, офіти і миколаїти) вчили, що оскільки матерія протистоїть духу, то тіло не має значення. Подібні погляди були знайдені серед деяких анабаптистів у шістнадцятому столітті як наслідок виправдання вірою, а пізніше серед деяких сект в Англії сімнадцятого століття.                                                        | Декрет про виправдання, Глава XV Тридентського собору | Невеликі групи оголосили себе антиномістами, і цей термін часто використовувався однією групою для критики поглядів іншої.                                                                    |
| Авдіяни                                                                  | Віра в те, що Бог має людську подобу (антропоморфізм) і що треба святкувати смерть Ісуса під час єврейської Пасхи (квартодециманізм). | Названа на честь лідера секти, Аудія (або Аудея), сирійця, який жив у 4 столітті. | Перший Нікейський Собор засудив квартодециманізм у 325 році. Кирило Олександрійський засудив антропоморфізм у своєму творі "Проти антропоморфітів                                                                                               | |
| Бараллоти                                                                | У них було все спільне, навіть дружини та діти | | | Їх також називали «компліментарними» через любов до чуттєвих задоволень |
| Агоністики                                                               | Войовничий підвид донатизму*. | Див. донатизм | Оголошений поза законом імператором Гонорієм у 408 році | Покладалися на насилля. |
| Донатизм (про нього часто говорять як про «розкол», а не як про «єресь») | Донатисти були ригористами, вважаючи, що церква має бути церквою святих, а не грішників, і що таїнства, уділені традиторами, недійсні. Вони також вважали мучеництво найвищою християнською чеснотою і вважали святими тих, хто активно прагнув до мучеництва. | Названий на честь їхнього другого лідера Доната Магнуса | Засуджений Папою Мельхіадесом | Донатисти були силою за часів святого Августина Блаженного і зникли лише після арабського завоювання.                                                                                         |
| Ебіоніти                                                                 | Юдейська секта, яка наполягала на необхідності дотримання юдейських законів та обрядів, вони інтерпретували у світлі викладення Ісусом Закону. Вони вважали Ісуса Месією, але не божественним. | Термін «ебіоніти» походить від єврейського evionim (אביונים), що означає «Бідняки». | Юстин Мученик вважав їх єретичними у «Діалозі з юдеєм Трифом», розділ xlvii | У 375 році Єпіфаній фіксує поселення ебіонітів на Кіпрі, пізніше Феодорит Кіррський повідомляє, що їх там більше немає.                                                                       |
| Євхіти / месаліани                                                       | Віра в це: 1. Сутність (ousia) Трійці може бути сприйнята плотськими почуттями. 2. Триєдиний Бог перетворився в єдину іпостась (субстанцію), щоб з'єднатися з душами досконалих. 3. Бог прийняв різні форми для того, щоб об'явити себе органам чуття. 4. Тільки такі чуттєві об'явлення Бога дарують християнинові досконалість. 5. Стан досконалості, свободи від світу і пристрастей досягається виключно молитвою, а не через церкву чи таїнства. («Євхаристіяни» означає «ті, що моляться») | Виникнувши в Месопотамії, вони поширилися в Малій Азії та Фракії. | Єпископ Антіохії Флавіан засудив їх близько 376 року. | Група могла існувати протягом кількох століть, впливаючи на богомилів Болгарії, боснійську церкву, патеринців і катаризм.                                                                     |
| Іконоклазм                                                               | Віра в те, що ікони — це ідоли і їх треба знищити. | З кінця сьомого століття і далі деякі частини грецької церкви виступали проти почитання ікон. У 726 році імператор Лев ІІІ наказав знищити всі ікони і переслідував тих, хто відмовлявся. Ця політика продовжувалася за його наступників приблизно до 780 року. Пізніше Лев V здійснив другу спробу, яка тривала до смерті імператора Теофіла у 842 р. | Засуджений Нікейським собором 787 року, який регламентував вшанування. | Лев ІІІ, можливо, керувався переконанням, що поклоніння іконам, особливо в надмірній формі, яку воно часто приймало, було головною перешкодою для навернення євреїв і мусульман.              |
| Маркіонізм                                                               | Ранньохристиянська дуалістична система вірувань. Маркіоністи визнавали Ісуса Христа спасителем, посланим Богом, а Павла — головним апостолом, але відкидали єврейську Біблію та єврейського Бога. Маркіоністи вважали, що гнівний єврейський Бог був окремою і нижчою сутністю, ніж всепрощаючий Бог Нового Заповіту. Ця віра була в чомусь схожа на гностичне християнське богослов'я, але в чомусь відрізнялася від нього.                                                                     | Походить від вчення Маркіяна Синопського в Римі близько 144 року.. | Багато ранніх апологетів, таких як Тертуліан у своїй праці «Adversus Marcionem» (207 рік), засуджували маркіонізм | На Заході маркіонізм проіснував 300 років, хоча маркіоністські ідеї зберігалися набагато довше. На Сході маркіонізм проіснував ще кілька століть.                                             |
| Монтанізм                                                                | Вірування монтанізму контрастували з ортодоксальним християнством у наступних аспектах: - Віра в те, що пророцтва монтаністів замінили і виконали вчення, проголошені апостолами. - Заохочення екстатичного пророцтва. - Думка, що християни, які відпали від благодаті, не можуть бути відкуплені. - Посилений акцент на уникненні гріха і церковній дисципліні, підкреслення цнотливості, в тому числі заборона повторних шлюбів. - Деякі з монтаністів були також "квартодециманами".         | Названий на честь свого засновника Монтана, монтанізм зародився в Ієраполісі. Він швидко поширився в інших регіонах Римської імперії ще до того, як християнство стало загальноприйнятим і легальним. | Церкви Малої Азії відлучили монтаністів від церкви. Близько 177 року Аполлінарій, єпископ Ієраполіса, головував на синоді, який засудив Нове Пророцтво. Лідери Ліонської та В'єнської церков у Галлії відреагували на Нове Пророцтво у 177 році | Хоча ортодоксальна християнська церква протягом кількох поколінь виступала проти монтанізму, називаючи його єрессю, секта продовжувала існувати в деяких ізольованих місцях до 8-го століття. |
| Пелагіанізм                                                              | Віра в те, що первородний гріх не заплямував людську природу і що смертна воля все ще здатна обирати добро чи зло без Божественної допомоги. | Названа на честь Пелагія (354—420/440). Пізніше богослов'я було розвинене Целестієм та Юліаном Екланським у цілісну систему і спростоване Августином Блаженним (який деякий час (385—395) дотримувався схожих поглядів), але його остаточна позиція так і не набула загального визнання на Сході.                                                      | Пелагіанство було піддано нападкам на Діопольському Соборі і засуджено в 418 році на Карфагенському Соборі, а рішення підтверджено на Ефеському Соборі в 431 році.                                                                              | |
| Напівпелагіанство                                                        | Віра в те, що Августин зайшов надто далеко в нападках на пелагіанство і вчив, що одні приходять до віри через милість і благодать, а інші — лише через вільну волю. | Ця точка зору виникла на Сході і нібито її вчив Іван Кассіян, проти якого виступав Проспер Аквітанський. Чи вчив цьому Кассіян — питання спірне. | Засуджений Оранським собором 529 року, який дещо послабив деякі більш екстремальні твердження Августина. | Етикетка «напівпелагіанство» датується сімнадцятим століттям. |

## Середньовіччя
| Єресь                             | Опис | Походження | Офіційне засудження                                                                                   | Інше |
| --------------------------------- | --- | --- | --- | --- |
| Богомильство                      | Гностична дуалістична секта, яка була одночасно адопціоністами та маніхейцями. Їхні вірування були синтезом вірменського павлікіанства та болгарського слов'янського церковного реформаторського руху. | Виникла в Болгарії між 927 і 970 роками і поширилася у Візантійській імперії, Сербії, Боснії, Італії та Франції.                                                                    | | |
| Катаризм                          | Катаризм бере свій початок від руху павлікіан у Вірменії та богомилів у Болгарії, з сильним дуалістичним впливом, спрямованим проти фізичного світу, який вважався злом, а отже, заперечував, що Ісус міг втілитися і при цьому залишатися сином Божим. | Вперше з'явився у французькому регіоні Ланґедок в 11 столітті і процвітав у 12 і 13 століттях. Своїм корінням катаризм сягає павлікіан і богомилів, з якими павлікіани об'єдналися. | Засуджено папською буллою Ad abolendam                                                                | Після кількох десятиліть переслідувань і повторних прозелітизмів, а також систематичного знищення їхніх писань, секта виснажилася і не могла знайти більше адептів. Останній відомий префект катарів у Лангедоку Гійом Белібаст був страчений у 1321 році. |
| Вільний дух                       | Змішані містичні вірування з християнством. Його послідовники вірили, що можна досягти досконалості на землі через життя в аскезі та спіритизм. Вони вірили, що можуть безпосередньо спілкуватися з Богом і не потребують християнської церкви для заступництва. | | Засуджена на Базельському соборі 1431 року                                                            | Невеликі групи, що жили переважно в Богемії, нині Чехія, протягом 14-15 століть. |
| Фратічеллі (духовні францисканці) | Крайні прихильники правління святого Франциска Ассизького, особливо щодо бідності, вважали багатство Церкви скандальним, а окремих церковних діячів — такими, що позбавляють їхнього статусу. | З'явився в 14-15 століттях, переважно в Італії | Оголошений Церквою єретичним у 1296 році Боніфацієм VIII.                                             | |
| Генріхи                           | За словами Петра Клюнійського, вчення Генріха можна підсумувати наступним чином: - Відмова від доктринальної та дисциплінарної влади церкви; - Визнання Євангелія, що вільно тлумачиться, як єдиного правила віри; - Відмова визнавати будь-яку форму богослужіння або літургії; і - Засудження - хрещення немовлят, - Євхаристії, - жертву Меси, - єдність святих, і - молитов за померлих. | Генріх Лозаннський жив у Франції в першій половині 12 століття. Він почав проповідувати близько 1116 року і помер у в'язниці близько 1148 року.                                     | | У 1151 році деякі Генріхи все ще залишалися в Лангедоку, оскільки Матвій Паризький розповідає, що молода дівчина, яка видала себе за чудесно натхненну Діву Марію, навернула до християнства велику кількість учнів Генріха Лозаннського.                  |
| Триклавіанство                    | Віра в те, що для розп'яття Христа було використано три, а не чотири цвяхи, і що римський солдат простромив його списом з лівого, а не з правого боку. | Відносяться до альбігенів і вальденсів | Нібито засуджений Папою Інокентієм ІІІ, але, швидше за все, ніколи не вважався єрессю згаданим Папою. | |
| Вальденси                         | Духовний рух пізнього середньовіччя | Початок поклав П'єр Вальдо, багатий купець, який вирішив відмовитися від усіх своїх земних благ і почав проповідувати на вулицях Ліона в 1177 році.                                 | Засуджено папською буллою Ad abolendam                                                                | Вальденси були майже знищені у 17 столітті. Нащадки цієї течії існують досі. Згодом деномінація приєдналася до женевської або реформатської гілки протестантизму.                                                                                          |
| Консиліаризм                      | | | Засуджений папською буллою Execrabilis                                                                | |

## Відродження
| Єресь                | Опис | Походження | Офіційне засудження | Інше |
| -------------------- | --- | --- | --- | --- |
| Гусити               | Програма гуситів міститься в чотирьох Празьких артикулах, які були узгоджені в липні 1420 року. Їх часто узагальнюють наступним чином: 1. Свобода проповідувати Слово Боже. 2. Святкування Вечері Господньої в обох видах (хліб і вино для священиків і мирян). 3. Відсутність світської влади для духовенства. 4. Покарання за смертні гріхи. | Заснована чеським реформатором Яном Гусом (бл. 1369—1415), який був одним із предтеч протестантської Реформації. | Базельський собор | |
| Лоллардизм           | | Заснована Джоном Вікліфом                                                                                        | У 1401 році король Генріх IV видав «De heretico comburendo», який не забороняв конкретно лоллардів, але забороняв перекладати або володіти Біблією і дозволяв спалювати єретиків на вогнищах. | Лолларди були фактично поглинуті протестантизмом під час англійської Реформації, в якій лоллардизм відіграв певну роль. |
| Джироламо Савонарола | Савонарола закликав до простоти в церковному інтер'єрі та суворої моральної позиції | | 13 травня 1497 року Савонарола був відлучений від церкви Папою Олександром VI і спалений на вогнищі                                                                                           | Савонарола залишив по собі багато шанувальників по всій Європі, зокрема серед релігійно благочестивих гуманістів.       |

## Реформація
| Єресь         | Опис | Походження | Офіційне засудження                    | Інше |
| ------------- | --- | --- | -------------------------------------- | --- |
| Протестантизм | П'ять соло — це п'ять латинських фраз (або гасел), які виникли під час протестантської Реформації і підсумовують основні богословські переконання реформаторів на противагу вченню тогочасної Католицької Церкви. - Solus Christus: тільки Христос. - Sola scriptura: тільки Писання. Лише вчення, знайдене в протестантській Біблії, є обов'язковим для виконання. - Sola fide: тільки віра, відкидаючи цінність добрих справ чи молитов для спасіння. - Sola gratia: тільки благодать. Людська ініціатива не має ніякого відношення до спасіння. - Soli Deo gloria: Слава Єдиному Богу. Поклоніння Марії та Святим категорично не заохочувалося. | Походить від протестантської Реформації 16 століття, яка, за загальним визнанням, розпочалася у 1517 році з «Дев'яноста п'яти тез» Мартіна Лютера як спроба реформувати Католицьку Церкву.. | Exsurge Domine та Тридентським собором | Існує «понад 33 000 деномінацій у 238 країнах». У світі налічується близько 800 мільйонів протестантів, серед приблизно 1,5-2,1 мільярда християн. Окрім П'яти Солей, більшість протестантів не вірять у трансубстанцію. Див. євхаристійні єресі нижче. |
| Кальвінізм    | Віра в те, що Бог вирішує спасти певних людей не через якісь їхні заслуги чи добро, а виключно за своїм суверенним вибором. Кальвінізм був підсумований у п'яти пунктах, відомих під назвою «Тюльпан». - Тотальна розбещеність людства. - Безумовне благодать. Бог обирає тих, кого хоче врятувати, незалежно від їхніх заслуг, через приречення. - Обмежена спокута. Ісус помер лише за обраних. - Незборима благодать. Божій спасительній благодаті неможливо опиратися. - Непохитність праведників, або «Вічна безпека». Ніхто не може втратити своє спасіння.                                                                                  | Кальвінізм був систематизований Жаном Кальвіном в середині 16-го століття в Женеві, а потім ще більше уточнений на голландському Синоді в Дорді в 17-му столітті.                           |                                        | Кальвінізм лежить в основі доктрин реформатських церков, зокрема Нідерландів, Англії, Шотландії та Центральної Європи. Пресвітеріани, конгрегаціоналісти, деякі баптистські групи та ранні англікани зазнали впливу кальвіністського вчення. Цей вплив можна знайти в офіційних документах цих церков: Вестмінстерському сповіданні (пресвітеріани), Савойській декларації (конгрегаціоналісти), Лондонському баптистському сповіданні віри 1689 року та Тридцяти дев'яти статтях (англіканці). |

## Секти, визнані Католицькою Церквою єретичними

### Протестантизм
| Єресь         | Опис | Походження                                                                                                | Офіційне засудження                                                              | Інше |
| ------------- | --- | --- | -------------------------------------------------------------------------------- | --- |
| Протестантизм | Протестантські групи демонструють широке розмаїття різних доктрин. Проте всі ранні реформатори наголошували на п'яти солах (1) Sola scriptura («тільки Писанням») — переконання, що для формування доктрини слід використовувати тільки Писання Старого і Нового Заповітів, на противагу католицькій точці зору, згідно з якою догмати встановлюються як Писанням, так і церковним магістратом. (2) Sola fide («тільки вірою»); переконання, що віряни виправдовуються тільки вірою в Христа, а не вірою в Христа і добрими справами. (3) Sola gratia («тільки благодаттю») — переконання, що віряни спасаються тільки Божою благодаттю, а не людськими справами. (4) Solus Christus («тільки Христом») — переконання, що справа спасіння є повністю Божою справою через посередницьку діяльність одного лише Христа. (5) Soli Deo gloria («тільки для Божої слави») — переконання в тому, що справа спасіння повністю здійснюється тільки для Божої слави. Дехто вважає, що велике розмаїття протестантських доктрин походить від доктрини приватного судження, яка заперечує непогрішимий авторитет Католицької Церкви і стверджує, що кожна людина повинна інтерпретувати Святе Письмо для себе. Однак ранні реформатори застерігали від приватного тлумачення, підкреслюючи натомість зв'язок і спадкоємність з древньою церквою та її догматами. | Початок поклали 95 тез Мартіна Лютера у 1517 році, а згодом їх розвинули інші протестантські реформатори. | Засуджена Тридентським собором, що проходив у Тренто, Італія, з 1545 по 1563 рр. | З середини 20 століття ставлення Католицької Церкви до протестантизму змінилося, про що свідчать екуменічні відносини з протестантськими Церквами. Тодішній кардинал Йозеф Ратцінгер, пізніше Папа Бенедикт XVI, писав, що Сьогодні в католицькій думці немає відповідної категорії для позначення феномену протестантизму (те саме можна сказати і про ставлення до відокремлених Церков Сходу). Очевидно, що стара категорія "єресь" більше не має жодної цінності. Єресь для Писання і ранньої Церкви включає в себе ідею особистого рішення проти єдності Церкви, а характеристикою єресі є pertinacia, впертість того, хто наполягає на своєму власному приватному шляху. Це, однак, не можна вважати адекватним описом духовної ситуації протестантського християнина. Упродовж своєї багатовікової історії протестантизм зробив важливий внесок у реалізацію християнської віри, виконуючи позитивну функцію в розвитку християнського послання і, перш за все, часто породжуючи щиру і глибоку віру в окремому некатолицькому християнинові, чиє відокремлення від католицького утвердження не має нічого спільного з характерною для єресі пертинакією. Можливо, тут можна перефразувати вислів святого Августина, що старий розкол стає єрессю. Сам плин часу змінює характер поділу так, що старий поділ є чимось суттєво відмінним від нового. Те, що колись було справедливо засуджене як єресь, не може згодом просто стати правдою, але може поступово розвинути свою власну позитивну церковну природу, з якою людина представляє свою Церкву і в якій вона живе як віруюча людина, а не як єретик. Така організація однієї групи, однак, в кінцевому підсумку має вплив на ціле. Отже, висновок неминучий: Протестантизм сьогодні - це щось відмінне від єресі в традиційному розумінні, явище, справжнє богословське місце якого ще не визначене |

### Контрреформаційні рухи
| Єресь         | Опис | Походження | Офіційне засудження | Інше |
| ------------- | --- | --- | --- | ---- |
| Феброніанство | Німецький рух 18-го століття, спрямований на націоналізацію католицизму, обмеження влади папства на користь єпископату та возз'єднання дисидентських церков з католицьким християнством.                              | | Практика та ідеологія, засуджені у Syllabus Errorum Папи Пія IX, енцикліці Immortale Dei Папи Лева XIII та Першому Ватиканському Соборі.                               |      |
| Галліканізм   | Віра в те, що громадянська влада — часто державна (спочатку влада короля Франції) — над Католицькою Церквою порівнянна з владою Папи Римського.                                                                       | | Практика та ідеологія, засуджені в Auctorem fidei Папи Пія VI, Syllabus of Errors Папи Пія IX, енцикліці Immortale Dei Папи Лева XIII та Першому Ватиканському Соборі. |      |
| Янсенізм      | Напрямок католицької думки, що виник в рамках Контрреформації та після Тридентського собору (1545—1563). Наголошував на первородному гріху, людській зіпсованості, необхідності божественної благодаті та приреченні. | Виникнувши в працях голландського богослова Корнеліуса Отто Янсена, янсенізм сформував окрему течію в Католицькій Церкві з 16 по 18 століття. | Засуджена буллою Інокентія Х Cum occasione від 31 травня 1653 року та буллою Папи Пія VI Auctorem fidei.                                                               |      |
| Йосифизм      | Внутрішня політика Йосифа ІІ Австрійського, який намагався нав'язати Церкві ліберальну ідеологію. | | Практика та ідеологія, засуджені у Syllabus Errorum Папи Пія IX, енцикліці Immortale Dei Папи Лева XIII та Першому Ватиканському Соборі.                               |      |

### 19 століття
| Єресь        | Опис | Походження | Офіційне засудження | Інше |
| ------------ | --- | --- | ------------------- | --- |
| Свідки Єгови | Релігійна течія, яка очікує швидкого повернення Ісуса. Свідки Єгови вірять в єдиного Бога на противагу Трійці. Ісус — перше, що створив Бог (як архангел Михаїл). | Течія слідує вченню Чарльза Тейза Рассела |                     | |
| Мормонизм    | Релігійна течія, яка вірить у «Божество», що складається з окремих і відмінних один від одного істот: Отця, Сина і Святого Духа, а також Небесну Матір. Крім того, вважається, що всі люди, як діти Божі, можуть стати піднесеними, або, іншими словами, «Як людина тепер є Богом, так і Бог колись був: Як Бог тепер є, так і людина може бути». | Джозеф Сміт заснував рух у Західному Нью-Йорку в 1820-х роках і опублікував «Книгу Мормона», яку, як він стверджував, переклав з написаного на золотих пластинах реформованою єгипетською мовою. |                     | Мормони кажуть, що їхня релігія є найістиннішою формою християнства, визнаючи при цьому, що інші християнські конфесії мають меншу істинність. Визнаючи дійсність традиційної християнської Біблії, мормони також приписують авторитет Святого Письма Книзі Мормона, Доктрині і Заповітам та Перлині великої ціни. Мормони вірять у божественність Ісуса Христа, але не приймають вчення про Трійцю. Мормони поклоняються виключно Ісусу Христу і Богу Отцю (а не Джозефу Сміту, якого вони вважають лише пророком), і за цією ознакою відповідають визначенню нетринітарного християнства. Однак багато протестантських сект не визнають мормонів істинними християнами, і жодна велика християнська група не визнає дійсність мормонського хрещення — колишньому мормону потрібно буде повторно хреститися. |

### 20 століття
| Єресь                             | Опис | Походження                                                                  | Офіційне засудження | Інше |
| --------------------------------- | --- | --------------------------------------------------------------------------- | --- | --- |
| Американізм                       | Група споріднених єресей, які визначалися як схвалення повної свободи преси, лібералізму, індивідуалізму та відокремлення церкви від держави, а також наголошення на індивідуальній ініціативі, що могло бути несумісним з принципом католицизму щодо підкорення владі. |                                                                             | Засуджена Папою Левом ХІІІ у листі Testem benevolentiae nostrae у 1899 році. | |
| Спільнота Богородиці всіх народів | Рух вірить, що його засновниця Марі Пола Жижер (фр. Marie Paule Giguère) є «реінкарнацією» Діви Марії. | Заснована Марі Полем Жирер (фр. Marie Paule Giguère) у Квебеку в 1971 році. | Дикастерія доктрини віри визначила 11 липня 2007 року, що її послідовники були відлучені від Церкви. | Також відома як Армія Марії                                                                                              |
| Модернізм                         | Еволюція догматів у часі та просторі | Альфред Луазі,Джордж Тиррелл, Ернесто Буонаюті                              | Засуджений Папами Левом XIII і Пієм X у серії енциклік між 1893 і 1910 роками. | |
| Позитивне християнство            | Термін, прийнятий нацистськими лідерами для позначення моделі християнства, сумісної з нацизмом. |                                                                             | Засуджений Папою Пієм XI у листі Mit brennender Sorge у 1937 році | |
| Реінкарнаціоналізм                | Віра в те, що певні люди є або можуть бути реінкарнаціями біблійних персонажів, таких як Ісус Христос і Діва Марія. |                                                                             | Доктринальна записка католицьких єпископів Канади про Армію Марії і Tribus circiter про маріавітів. | |
| Санта Муерте                      | Поклоніння або шанування Санта Муерте. |                                                                             | Католицькі лідери критикували, називали богохульством, описували як поклоніння дияволу і оголошували несумісним з християнською вірою, включаючи католицьку архієпархію Мехіко і деяких католицьких єпископів у США Кардинал Джанфранко Равазі, президент Папської ради з культури, неодноразово засуджував поклоніння Санта Муерте, називаючи його «святкуванням спустошення і пекла». | Коментатори відзначають, що це відносно рідкісний випадок, коли народний святий засуджується офіційними особами Ватикану |